# Chile az 1968. évi téli olimpiai játékokon
Chile a franciaországi Grenoble-ban megrendezett 1968. évi téli olimpiai játékok egyik részt vevő nemzete volt. Az országot az olimpián 1 sportágban 4 sportoló képviselte, akik érmet nem szereztek.

## Alpesisí
Férfi
| Versenyző          | Versenyszám      | Selejtező | Selejtező | Selejtező     | Selejtező     | Döntő    | Döntő    | Döntő    | Döntő    | Döntő      | Döntő      |
| Versenyző          | Versenyszám      | 1. futam  | 1. futam  | 2. futam      | 2. futam      | 1. futam | 1. futam | 2. futam | 2. futam | Összesítés | Összesítés |
| Versenyző          | Versenyszám      | Idő       | Hely.     | Idő           | Hely.         | Idő      | Hely.    | Idő      | Hely.    | Idő        | Helyezés   |
| ------------------ | ---------------- | --------- | --------- | ------------- | ------------- | -------- | -------- | -------- | -------- | ---------- | ---------- |
| Félipe Briones     | Lesiklás         |           |           |               |               |          |          |          |          | 2:18,07    | 60.        |
| Félipe Briones     | Műlesiklás       | 59,76     | 4.        | nem ért célba | nem ért célba | kiesett  | kiesett  | kiesett  | kiesett  | kiesett    | kiesett    |
| Félipe Briones     | Óriás-műlesiklás |           |           |               |               | 2:01,83  | 70.      | 2:01,97  | 67.      | 4:03,80    | 66.        |
| Richard Leatherbee | Lesiklás         |           |           |               |               |          |          |          |          | 2:17,86    | 58.        |
| Richard Leatherbee | Műlesiklás       | 54,47     | 3.        | 55,51         | 1.            | 56,26    | 40.      | kizárták | kizárták | kiesett    | kiesett    |
| Richard Leatherbee | Óriás-műlesiklás |           |           |               |               | 1:53,53  | 48.      | 1:57,18  | 52.      | 3:50,71    | 48.        |
| Mario Vera         | Lesiklás         |           |           |               |               |          |          |          |          | 2:10,44    | 46.        |
| Mario Vera         | Műlesiklás       | 1:06,02   | 5.        | 58,05         | 2.            | kiesett  | kiesett  | kiesett  | kiesett  | kiesett    | kiesett    |
| Mario Vera         | Óriás-műlesiklás |           |           |               |               | 1:56,46  | 58.      | 1:56,04  | 45.      | 3:52,50    | 51.        |

Női
| Versenyző   | Versenyszám      | 1. futam       | 1. futam       | 2. futam      | 2. futam      | Összesítés | Összesítés |
| Versenyző   | Versenyszám      | Idő            | Hely.          | Idő           | Hely.         | Idő        | Helyezés   |
| ----------- | ---------------- | -------------- | -------------- | ------------- | ------------- | ---------- | ---------- |
| Verena Vogt | Műlesiklás       | idő nem ismert | idő nem ismert | nem ért célba | nem ért célba | kiesett    | kiesett    |
| Verena Vogt | Óriás-műlesiklás |                |                |               |               | 2:13,18    | 41.        |